# Дистерло
Дистерло (Дюстерло) (нем. von Düsterloh) — остзейский баронский род. Происходит из герцогства Юлихского. Род Дистерло внесен в матрикул курляндского дворянства.
Герб одной из ветвей рода баронов фон Дистерло внесен в Часть 12 Общего гербовника дворянских родов Всероссийской империи, стр. 31.

## Известные представители
- Теннис фон Дистерло переселился в Курляндию около 1550 года.
- Георг Христофор Дистерло (1709—1792) был ловчим великого князя Литовского.
  - Его внук Пётр (1787—1831) был полковником (в чине подполковника стал Георгиевским кавалером (за выслугу лет) — № 3936; 26 ноября 1826), командиром куринского полка и убит в сражении с Казы-Муллой.
- Дистерло, Роман Александрович (1859—1919) — юрист, статс-секретарь Государственного совета, литературный критик.
- Николай Александрович фон Дистерло (1871—1919) — генерал-лейтенант русской императорской армии.
- Сергей Александрович фон Дистерло — генерал-майор русской императорской армии[2].

Георгиевскими кавалерами (за выслугу лет) были также: Степан Егорович Дистерло (премьер-майор; № 500; 26 ноября 1787); Христофор Егорович Дистерло (премьер-майор; № 1110; 26 ноября 1794); Август Христофорович Дистерло (майор; № 7260; 17 декабря 1844); Василий Фёдорович Дистерло (полковник; № 6755; 3 декабря 1842); Людвиг Христофорович Дистерло (майор; № 8059; 26 ноября 1848); Николай Христофорович Дистерло (подполковник; № 7818; 26 ноября 1847).
Известны также:
- Дистерло, Константин Христофорович — подполковник, герой Первой мировой войны.
- Дистерло, Владимир Христофорович — в 1875 году окончил 2-й Московский кадетский корпус.
- Дистерло, Балдвинс (1869—1937), юрист[3].